# Oliver Stamm
Oliver Stamm (Wenen, 25 oktober 1966) is een voormalig volleybal- en beachvolleybalspeler uit Oostenrijk. In de zaal speelde hij onder meer voor de nationale ploeg en op het strand nam hij eenmaal deel Olympische Spelen.

## Carrière
Stamm volleybalde tot 1993 in de zaal en speelde meer dan zeventig interlands voor de Oostenrijkse ploeg. In februari 1995 maakte hij zijn internationale beachvolleybaldebuut toen hij in Rio de Janeiro met Stefan Potyka meedeed aan zijn eerste toernooi in de FIVB World Tour. Vervolgens vormde Stamm tot en met 1998 een team met Gernot Leitner. In het seizoen 1995/96 kwamen ze bij vijf toernooien niet verder dan drie vijf-en-twintigste plaatsen. Het daaropvolgende seizoen namen ze deel aan elf internationale toernooien met een dertiende plaats in Jakarta als beste resultaat. In 1997 was het duo actief op tien reguliere FIVB-toernooien. Ze behaalden daarbij drie zeventiende plaatsen. Stamm en Leitner namen deel aan de kwalificaties voor de eerste officiële wereldkampioenschappen beachvolleybal in Los Angeles, maar wisten niet tot het hoofdtoernooi door te dringen. Het jaar daarop deden ze mee aan elf toernooien en behaalden ze in Marseille met een negende plaats voor het eerst een toptienklassering.
Van 1999 tot en met 2001 vormde Stamm een team met Nik Berger. Het eerste seizoen namen ze in de mondiale competitie deel ze aan acht toernooien met een vijfde plek in Vitória als beste resultaat. Bij de WK in Marseille verloor het tweetal in de tweede ronde van de Argentijnen Mariano Baracetti en José Salema, waarna het in de herkansing werd uitgeschakeld door Stéphane Canet en Mathieu Hamel uit Frankrijk. Bij de Europese kampioenschappen in Mallorca eindigden ze op de vierde plaats achter de Noren Jan Kvalheim en Bjørn Maaseide. In 2000 deden ze mee aan veertien FIVB-toernooien. Ze kwamen daarbij tot een vijfde (Tenerife) en een zevende plaats (Guarujá). Bij de EK in Getxo verloren ze de eerste wedstrijd van de Noren Kjell Arne Gøranson en Iver Andreas Horrem en na twee overwinningen werden ze in de derde ronde van de herkansing uitgeschakeld door de Kvalheim en Maaseide. Bij de Olympische Spelen in Sydney bereikten Stamm en Berger via de herkansingen de achtste finale waar het Braziliaanse duo Zé Marco en Ricardo Santos te sterk was. Het daaropvolgende seizoen werd het duo bij de EK in Jesolo wederom vierde, nadat de troostfinale van het Noorse tweetal Jørre Kjemperud en Vegard Høidalen verloren werd. Bovendien namen ze deel aan de WK in eigen land waar ze in de achtste finale werden uitgeschakeld door de Amerikanen Christian McCaw en Robert Heidger. Bij de negen reguliere wedstrijden in de World Tour kwamen ze tot negende plaatsen bij de Open-toernooien van Gstaad en Espinho. Bij de Goodwill Games in Brisbane eindigden ze bovendien als achtste. In 2002 speelde Stamm nog vijf internationale wedstrijden met Dietmar Maderböck maar kwam daarbij niet verder dan een vijf-en-twintigste plaats in Berlijn. Na afloop van het seizoen beeïndigde hij zijn sportieve carrière.

## Palmares
Kampioenschappen beach
- 2000:  NK
- 2000: 9e OS
- 2001: 9e WK